# Kuššara
Kuššara (hetitsko Kuššar) je bila v bronasti dobi kraljestvo v sedanji Anatoliji, Turčija. Kraljestvo je kljub temu, da je bilo nekoč zelo pomembno, znano predvsem kot domovina dinastije, ki je ustvarila Hetitsko kraljestvo. Kuššarski kralj Pithana in njegov sin Anita, predhodnika kasnejših hetitskih kraljev, sta okoli 1780 pr. n. št. osvojila Kaneš (Nešo)  in njegovo pomembno asirsko trgovsko središče in tja preselila sedež kuššarske dinastije.  Kuššara je, zgleda, obdržala samo ceremonialno vlogo. Anita je potem, ko je porazil kraljestvi Zalpuva in Hattum  privzel naslov 'veliki kralj'.
Pithana in Anita sta edina dokumentirana kuššarska kralja, znana predvsem iz tako imenovanega Anitovega besedila, enega od prvih znanih zapisov v hetitskem jeziku. Njunega naslednika Labarno I. ima večina zgodovinarjev za kralja Kuššare, Hatušili I. pa velja za enega od prvih hetitskih kraljev. Naslavljal se je z  'mož iz Kuššare', vendar je za svojo prestolnico izbral Hatušo in po njej zelo verjetno dobil ime. Kuššara je kljub temu ohranila nekaj pomena, saj je Hatušili na primer sklical zbor  za svojo nasledstvo.
Kuššara je kot Ku-ša-ra priložnostno omenjena na glinastih tablicah iz obdobja asirskih trgovskih postaj v vzhodni Anatoliji. V zgodnjem Hetitskem kraljestvo je omenjena redko kot KUR URU (Ku-uš-ša-ra). Zaradi redkih omemb je že zelo zgodaj  izginila iz politične zgodovine. Iz istega razloga se je izgubila tudi njena točna lokacija. 
Natančne meje Kuššare niso znane, mesta samega pa do zdaj še niso odkrili, čeprav so zanj predlagali več lokacij. Massimo Forlanini, ekspert za geografijo starodavne Anatolije, je trdil, da je stala jugovzhodno od Kaneša in severno od Luhuzzadija/Lahu(va)zzandije med Huramo in Tegaramo (sedanji Gürün), morda na poti, ki je prečkala pot proti Šamuhi na severu. Profesor Trevor Bryce domneva, da je Kuššara ležala verjetno jugovzhodno od porečja reke Kizil Irmak v anti-Taurusu na  ali ob eni od glavnih trgovskih poti iz Asirije v bližini sodobnega  Şara.
Iz asirskih trgovskih tablic je razvidno, da sta bili  v Kuššari palača in asirska trgovska postaja (karum). Jezika ali narečja, ki so ga govorili v Kuššari, ni mogoče najti niti v asirskih niti v hetitskih besedilih. Kralji Kuššare so v obdobju karum Ib postali kralji Kaneša. Hatušili I. in Hatušili III. sta omenjena kot kralja Hatija. Hatušili I. se je naslavljal z "mož iz Kuššare . . . veliki krallj tabarna, veliki kralj Hatušili, kralj dežele Hati". Kralj Hatuše kot izvor kraljev Hatuše ni navedel nobenega drugega mesta ali dežele. Četudi so kralji Kuššare in njihov klan tvorili osnovo starega Hetitskega kraljestva, je bil jezik vladajoče elite hetitski, po govorcih iz Kaneša (Neše) znan kot nešili. Domneva se, da je bil kuššarski jezik indoevropski. Če ne bi bil, bi v njegovem domnevnem nasledniku hetitskem jeziku pričakovali  mnogo več neindoevropskih elementov, kot jih ima.  Ameriški jezikoslovec Craigh Melchert v svoji knjigi The Luwians (Luvijci, 2003–2017) zaključuje:  "Jedro hetitskega besednjaka je indoevropsko". Anitovo besedilo pravi, da Anita po zasedbi Kaneša mestu ni storil nič hudega, ampak je meščane pretvoril v svoje matere in očete. Nekaj znanstvenikov njegovo edinstveno izjavo  razume kot dejstvo, da so med Kuššaro in Kanešem obstajale kulturne in/ali etnične  podobnosti.